# Provincia di Krabi
La provincia di Krabi  si trova in Thailandia, nella regione della Thailandia del Sud. Si estende per 4.708,5 km², ha 336.201 abitanti ed il capoluogo è il distretto di Mueang Krabi. La città principale è Krabi.
Krabi dista 180 chilometri da Phuket, è collegata giornalmente da un servizio di bus della durata di circa quattro ore.
Alla provincia di Krabi appartengono anche le isole Phi Phi.

## Suddivisioni amministrative
La provincia di Krabi è suddivisa in 8 distretti (amphoe), che a loro volta comprendono 53 comuni (tambon) e 374 villaggi (muban).
| Mappa | Numero       | Nome      | Thai |
| ----- | ------------ | --------- | ---- |
|       |              |           |      |
| 1     | Mueang Krabi | เมืองกระบี่  |      |
| 2     | Khao Phanom  | เขาพนม    |      |
| 3     | Ko Lanta     | เกาะลันตา  |      |
| 4     | Khlong Thom  | คลองท่อม   |      |
| 5     | Ao Luek      | อ่าวลึก     |      |
| 6     | Plai Phraya  | ปลายพระยา |      |
| 7     | Lam Thap     | ลำทับ      |      |
| 8     | Nuea Khlong  | เหนือคลอง  |      |